# 醴陵戰鬥
醴陵戰鬥發生於1926年7月10日，地點則是在中國湘中一帶，是國民革命軍北伐戰爭的戰鬥之一。醴陵戰鬥的交戰雙方，一方為國民革命軍第四十師，十二師，第四軍等，另一方為湘軍三師。

## 參看
- 中華民國北洋政府時期內戰戰鬥列表